# 알박기

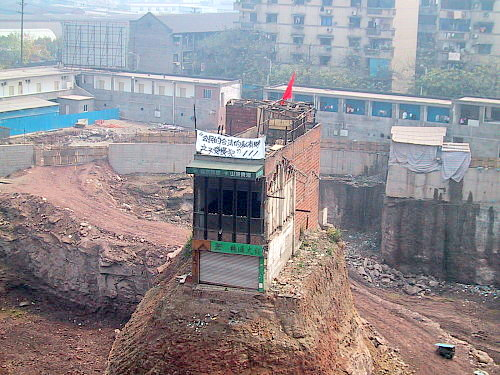
2007년 충칭에서 일어난 알박기 사례

알박기는 개발 사업이 진행 중인 곳에서 매각을 거부하고 버티는 것을 말한다. 자본주의 사회에서 개발이 예정된 곳에 미리 구입하고 하는 악의적인 경우도 있지만, 오랫동안 살아 온 곳에서 개발 사업으로 떠날때 개발측에서 주는 보상이 너무 적어 버티는 경우도 있다. 중화인민공화국에서는 전통적으로 부동산에 대한 소유권이 국가에 속했기 때문에 보상이 너무 낮아 전 알박기가 자주 발생하여 못집(정체: 釘子戶, 간체: 钉子户, 병음: dīngzihù, 발음: 딩쯔후)이라고 부르기도 한다.
알박기는 버티는 곳을 빼고는 정상적인 토지의 이용이 불가능한 경우(개발지 한가운데에 있는 경우 등) 문제가 된다. 반공유재의 비극의 사례이다. 이를 예방하기 위해 토지 수용 제도가 도입되어 있다.

## 중화인민공화국의 알박기 사례
2007년에는 쇼핑몰을 지으려던 사업의 보상에 토지 한가운데에 있던 식당 소유자가 반발하여 그 식당을 제외하고 터를 파내려 갔다. 2012년 11월에는 도로 예정지 한가운데에 있던 주택 소유자가 반발하자, 일단 정부에서 주택을 제외하고 그 주변에 도로를 건설시킨 사례가 보도됐다.

## 같이 보기
- 나리타 국제공항